# 菲律宾海沟
菲律宾海沟是位于菲律宾群岛以东的海沟，从吕宋岛之东北方伸延至印尼哈馬黑拉的摩鹿加群岛，长约1,320公里，阔约30公里。其最深处深约10,540公尺。
菲律宾海沟形成的原因是板块的碰撞，由玄武岩组成较重的菲律宾海板块以每年16厘米的速度沉到由花岗岩组成较轻的欧亚板块之下。两块板块的交汇之处就是菲律宾海沟。